# Montúfar (canton)
Montúfar est un canton d'Équateur situé dans la province de Carchi.